# 克里斯托弗·赖茨
克里斯托弗·赖茨（德語：Christopher Reitz，1973年4月3日—），德国男子曲棍球运动员。他曾代表德国参加1992年、1996年和2000年夏季奥林匹克运动会曲棍球比赛，其中1992年奥运会获得一枚金牌。